# Навчально-науковий інститут інноваційних освітніх технологій Західноукраїнського національного університету
Навчально-науковий інститут інноваційних освітніх технологій Західноукраїнського національного університету створений 2013 року.
Базою навчально-наукового інституту інноваційних освітніх технологій ЗУНУ є навчально-лабораторний корпус № 11, що знаходиться за адресою: 46009, вул. Львівська, 11а, м. Тернопіль.

## Історія
Навчально-науковий інститут інноваційних освітніх технологій (ННІІОТ) є навчальним, науковим і культурно-освітнім структурним підрозділом Західноукраїнського національного університету.
ННІІОТ створений 28 серпня 2013 р. з метою організаційно-методичного забезпечення підготовки фахівців за заочною, заочно-дистанційною, дистанційною формами навчання довузівської, післядипломної підготовки та підготовки молодших спеціалістів, функціонування університетського бізнес-інкубатора, реалізації короткотермінових програм бізнес-освіти, організації електронних освітніх сервісів, моніторингу якості освітньої діяльності, керівництва та координації діяльності віддалених структурних підрозділів університету, а також розвитку міжнародної співпраці та міжкультурного обміну та комунікації в рамках загальноєвропейського і світового освітнього простору.
Директором ННІІОТ до червня 2018 року була докторка економічних наук, професорка, Заслужений працівник освіти України Десятнюк Оксана Миронівна.
З червня 2018 р. директором ННІІОТ призначено доктора економічних наук, професора Брича Василя Ярославовича.

## Сучасність
Сьогодні ННІІОТ впроваджує новітні форми організації та проведення навчання на заочній формі, інтенсивно займається впровадженнямі модернізацією дистанційних технологій навчання, розробкою моделей та регламентів новітньої освітньої доктрини, апробацією та запровадженням у навчальний процес новітніх інформаційних технологій. Високий рівень науково-дослідної діяльності ННІІОТ забезпечується завдякизалученню до освітнього процесу висококваліфікованого науково-педагогічного персоналу ЗУНУ, вузів партнерів України, а також іноземних фахівців.
Чисельність штатних науково-педагогічних працівників ННІІОТ станом на 01.01.2017 року становила 53 особи, з них докторів наук — 2 особи, що відповідно складає 3,8 %, кандидатів наук — 45 осіб або 84,9 % та викладачів без наукового ступеня — 6 осіб (11,3 %).
За незначний період діяльності ННІІОТ започаткував та успішно розвиває нові форми міжнародного співробітництва між ЗУНУ та Міжнародною культурно-освітньою асоціацією щодо реалізації спільної Українсько-Американської програми «Modern Professional Training Project» щодо розробки міжнародних програм для студентів та викладачів ЗУНУ; Корпорацією «Global Professional Consulting» щодо підготовки дипломованих спеціалістів на заочно-дистанційній формі; Пряшівським Університетом в Пряшеві (Словаччина), Кошицьким технічним університетом, Південночеським Університетом в Чеському Будейовіце (Чехія) щодо навчально-наукової співпраці в галузі економічних, технічних та юридичних наук і спільної реалізації програм розвитку наукових досліджень в галузі науки, економіки, інформаційних технологій, права, культури, традицій українського, словацького та чеського народів;Університетом Нурланда (м. Бодо, Норвегія) та Міжнародним фондом соціальної адаптації від 07.12.2014 р. щодо участі у проекті «Україна-Норвегія» і професійної перепідготовки звільнених в запас військовослужбовців і членів їх сімей; Пряшівським Університетом (м. Пряшев, Словаччина) і Південночеським Університетом (м. Чеське Будейовіце, Чехія) щодо стажування студентів і викладачів в рамках програми ЕРАЗМУС+; Міжнародною фундацією ALALESKO щодо співпраці в галузі освітньої діяльності.

## Кадровий склад
- Десятнюк Оксана Миронівна — доктор економічних наук, професор, Заслужений працівник освіти України — директор ННІІОТ;
- Питель Святослав Васильович — кандидат економічних наук, доцент — заступник директора ННІІОТ;
- Квасовський Олександр Романович — кандидат економічних наук, доцент — заступник директора ННІІОТ;
- Грицьків Андрій Васильович — кандидат філологічних наук, доцент — заступник директора ННІІОТ;
- Іващук Олег Тимофійович — кандидат економічних наук, доцент — директор Центру підготовки магістрів державної служби;
- Толуб'як Віталій Семенович — доктори наук з державного управління, доцент — заступник директора Центру підготовки магістрів державної служби;
- Лужецька Ольга Богданівна — кандидат філологічних наук, доцент — керівник навчально-наукового центру з вивчення іноземних мов;
- Ященко Єлеонора Михайлівна — кандидат педагогічних наук, доцент — завідувач лабораторії моніторингу якості освітньої діяльності;
- Бек Галина Миронівна — спеціаліст I категорії;
- Борисова Марина Семенівна — спеціаліст ННІІОТ;
- Вовк Світлана Володимирівна — спеціаліст I категорії ННІІОТ;
- Гульовата Олександра Казимирівна — методист;
- Квасовська Дарія Іванівна — економіст;
- Кливець Світлана Анатоліївна — спеціаліст ННІІОТ;
- Кобильник Романна Миколаївна — спеціаліст ННІІОТ;
- Нікулішина Галина Михайлівна — спеціаліст I категорії ННІІОТ;
- Пісна Надія Павлівна — спеціаліст ННІІОТ;
- Сеник Алла Михайлівна — спеціаліст ННІІОТ;
- Слабик Людмила Федорівна — спеціаліст I категорії ННІІОТ;
- Тимон Світлана Михайлівна — спеціаліст I категорії ННІІОТ;
- Цаволик Галина Петрівна — спеціаліст I категорії ННІІОТ;
- Шандрук Оксана Григорівна — спеціаліст ННІІОТ.

## Вчена рада інституту
- Голова Вченої ради — Десятнюк Оксана Миронівна, доктор економічних наук, професор, Заслужений працівник освіти України, директор ННІІОТ.
- Заступник голови Вченої ради — Питель Святослав Васильович, кандидат економічних наук, доцент, заступник директора ННІІОТ.
- Секретар Вченої ради — Квасовський Олександр Романович, кандидат економічних наук, доцент, заступник директора ННІІОТ.

### Члени Вченої ради
- Шинкарик Микола Іванович — кандидат фізико-математичних наук, доцент, перший проректор ЗУНУ;
- Благуляк Валерій Омелянович — викладач КЕПІТ;
- Грицьків Андрій Васильович — кандидат філологічних наук, доцент, заступник директора ННІІОТ;
- Гумовська Ірина Миколаївна — кандидат філологічних наук, доцент кафедри іноземних мов та професійної комунікації;
- Іващук Олег Тимофійович — кандидат економічних наук, доцент, директор Центру підготовки магістрів державної служби;
- Крайняк Людмила Костянтинівна — кандидат філологічних наук, доцент, в. о. завідувача кафедри іноземних мов та професійної комунікації;
- Мартинюк Олеся Миронівна — кандидат економіко-математичних наук, доцент, завідувач кафедри економіко-математичних методів;
- Неміш Василь Миколайович — кандидат фізико-математичних наук, доцент кафедри економіко-математичних методів;
- Гончарук Тетяна Вікторівна — доктор філософських наук, професор, завідувач кафедри філософії та політології;
- Шандрук Оксана Григорівна — спеціаліст ННІІОТ;
- Юрчишин Тетяна Василівна — кандидат філологічних наук, доцент кафедри іноземних мов та професійної комунікації;
- Синицька Вікторія Олегівна — голова студентської ради Коледжу економіки, права та інформаційних технологій, студентка групи БОчт-31;
- Харо Вікторія Богданівна — студентка групи ПРт-31 Коледжу економіки, права та інформаційних технологій.

## Підрозділи
- Центр підготовки магістрів державної служби є структурним підрозділом ННІІОТ, який здійснює підготовку магістрів у галузі знань 28 «Публічне управління та адміністрування» за спеціальністю 281 «Публічне управління та адміністрування», тобто готує професійно-компетентних, творчо-інноваційних управлінців нової генерації для роботи в органах державної влади та місцевого самоврядування підготовкою.
- Міжнародний центр культури і розвитку як структурний підрозділ ННІІОТ спеціалізується на розширенні міжнародної співпраці, міжкультурного спілкування, реалізації інноваційних освітніх проектів із зарубіжними зацікавленими організаціями, налагодженні нових наукових і культурних відносин на взаємовигідних засадах.
- Відділ післядипломної освіти та підвищення кваліфікації як структурний підрозділ інституту спрямовує свою діяльність на надання освітніх послуг у сфері довузівської підготовки майбутніх вступників до ВНЗ, неперервної освіти, перепідготовки та підвищення рівня професійної компетентності та кваліфікації фахівців для вітчизняної економіки, органів державної влади та місцевого самоврядування.
- Навчально-науковий центр з вивчення іноземних мов ННІІОТ призначений надавати освітні послуги громадянам України та іноземцям, впроваджуючи інтенсивне навчання іноземних мов як засобу міжнаціонального спілкування та ознайомлення з іншомовною культурою.
- Лабораторія моніторингу якості освітньої діяльності у складі ННІІОТ займається розробкою науково-методичної бази та інформаційно-довідкового забезпечення для моніторингу якості освіти, здійснює оцінку рівня результативності та якості організації навчального процесу, розробляє рекомендації для підготовки перспективних планів і програм кадрового, навчально-методичного, матеріально-технічного розвитку.

Разом з іншими кафедрами ЗУНУ забезпеченням навчально-виховного процесу та науково-дослідною роботою у складі навчально-наукового інституту інноваційних освітніх технологій займаються три кафедри:
- кафедра іноземних мов та професійної комунікації (в. о. завідувача кафедри Крайняк Л. К.);
- кафедра економіко-математичних методів (завідувач кафедри Мартинюк О. М.);
- кафедра філософії та політології (завідувач кафедри Гончарук Т. В.).

## Відомі випускники
- Баб'юк М. П. — директор Галицького коледжу імені В'ячеслава Чорновола, депутат Тернопільської міської ради;
- Безбах Н. В. — генеральний директор ПрАТ "СК «Перша»;
- Бліхар В. В. — директор ТОВ «Тервікнопласт»;
- Бруд Л. Г. — колишній військовий комісар у Тернопільській області, полковник;
- Войцещук А. Д. — кандидат економічних наук, директор департаменту спеціалізованої підготовки та кінологічного забезпечення ДФС України;
- Дісяк П. П. — колишній військовий комісар Вінницької області, генерал-майор;
- Довбищук О. М. — генеральний директор ПрАТ "Страхова компанія «Народна»;
- Дулеба І. Б. — керуючий справами виконавчого апарату Тернопільської обласної ради;
- Ібрагімов М. Р. — генеральний директор Торговельно-розважального центру «Подоляни»;
- Калениченко Ю. О. — колишній голова правління ПрАТ "Страхова компанія «Інкомстрах»;
- Колімбровський М. М. — колишній голова Яремчанської міської ради Івано-Франківської обл., колишній начальник Головного управління статистики у Івано-Франківській обл.;
- Коломийчук В. С. — доктор економічних наук, Заслужений економіст України, колишній голова Тернопільської облдержадміністрації;
- Кондрашов О. В. — колишній перший заступник начальника управління Державної міграційної служби в Тернопільській області;
- Кручик (Непочатова) Т. В. — директор Тернопільського районного центру соціальних служб для сім'ї, дітей та молоді Тернопільської райдержадміністрації;
- Куйбіда Т. Я. — заступник директора департаменту з питань науки та гуманітарної сфери Рахункової палати України;
- Росоловський В. О. – заступник директора департаменту соціального захисту населення Тернопільської облдержадміністрації;
- Сагайдак М. В. — головний спеціаліст-юрисконсульт Управління державної служби Головного управління державної служби України в Тернопільській області;
- Суслов Р. В. — арбітражний керуючий;
- Титор В. Й. — колишній виконувач обов'язків начальника Тернопільської митниці;
- Тіхановський М. В. — директор департаменту інформаційнихтехнологій Державної казначейської служби України;
- Тостановський А І. — колишній голова Ізяславської райдержадміністрації Хмельницької обл.;
- Фігурський А. В. — колишній начальник Тернопільського залізничного вокзалу;
- Хондогій І. В. — директор Регіонального центру з надання безоплатної вторинної правової допомоги у Тернопільській області
- Шмігель В. Б. — колишній голова Вінницької районної державної адміністрації Вінницької області, депутат Вінницької районної ради;
- Яворський Н. І. — начальник відділу туризму Тернопільської облдержадміністрації;
- Яциковський Б. І. — заступник голови з економічного розвитку та міжнародної діяльності Державної комісії України по запасах корисних копалин.